# Грудек (гміна)
Гміна Грудек (пол. Gmina Gródek) — сільська гміна у східній Польщі. Належить до Білостоцького повіту Підляського воєводства.
Станом на 31 грудня 2011 у гміні проживало 5680 осіб.

## Територія
Згідно з даними за 2007 рік площа гміни становила 430.60 км², у тому числі:
- орні землі: 33.00%
- ліси: 58.00%

Таким чином, площа гміни становить 14.43% площі повіту.

## Населення
Станом на 31 грудня 2011:
| Опис     | Загалом | Загалом | Чоловіки | Чоловіки | Жінки | Жінки |
| -------- | ------- | ------- | -------- | -------- | ----- | ----- |
| одиниця  | осіб    | %       | осіб     | %        | осіб  | %     |
| все      | 5680    | 100     | 2750     | 48.42    | 2930  | 51.58 |
| міське   | 0       | 100     | 0        |          | 0     |       |
| сільське | 5680    | 100     | 2750     | 48.42    | 2930  | 51.58 |

## Сусідні гміни
Гміна Грудек межує з гмінами: Заблудів, Кринкі, Міхалово, Супрасль, Шудзялово.